# Mike McCarthy (rugby à XV)
Pour les articles homonymes, voir Mike McCarthy (homonymes).

a Compétitions nationales et continentales officielles uniquement.

b Matchs officiels uniquement.
Dernière mise à jour le 13 février 2016.
Michael McCarthy, né le 27 novembre 1981 à Londres, est un joueur de rugby à XV évoluant avec l'équipe d'Irlande entre 2011 et 2016 au poste de deuxième ligne ou de flanker. Après avoir commencé sa carrière dans son pays natal chez les Wasps, Mike McCarthy s'installe durablement en Irlande en 2007, d'abord au Connacht, puis au Leinster.

## Carrière en club

### Débuts professionnels
McCarthy commence sa carrière de rugbyman professionnel en 2002 en championnat d'Angleterre avec les London Wasps. Pour sa première saison, il ne dispute qu'un match de championnat contre les Sale Sharks comme remplaçant et ne fait aucune apparition en coupe d'Europe. La saison suivante, il joue trois matchs de championnat et deux matchs de coupe d'Europe contre Overmarch Parme tandis que les Wasps réalise le double coupe d'Europe-championnat,.
En 2003, il rejoint la franchise irlandaise du Connacht qui dispute la ligue celtique. Il fait ses débuts en ligue celtique le 13 septembre 2003 contre les Cardiff Blues. Pour sa première saison, il joue 16 matchs de ligue celtique et les 8 matchs de challenge européen jusqu'à la demi-finale perdue face aux Harlequins. Il quitte l'Irlande après une seule saison pour rejoindre les Newcastle Falcons.

### Passage aux Newcastle Falcons
McCarthy fait sa première apparition en championnat d'Angleterre avec les Falcons le 5 septembre 2004 contre les Worcester Warriors. Il dispute tous les matchs de ligue celtique, les six matchs de coupe d'Europe ainsi que le quart-de-finale perdu au Parc des Princes contre le Stade français.
La saison suivante, il participe à 19 matchs de championnat et six matchs de challenge européen dont le quart-de-finale face au Connacht et la défaite en demi-finale face aux London Irish.
Lors de la saison 2006-2007, il dispute neuf matchs de championnat et cinq matchs de challenge européen. Il ne dispute toutefois pas le quart-de-finale perdu face à l'ASM Clermont.  McCarthy quitte les Falcons à la fin de la saison, après 74 matchs disputés avec l'équipe anglaise.

### Retour au Connacht
McCarthy retourne au Connacht au début de la saison 2007-2008. Pour son retour, il joue 14 matchs de ligue celtique ainsi que 6 matchs de challenge européen dont deux contre les Falcons. 
Il dispute son centième match le 15 janvier 2011, à l'occasion d'un match de challenge européen contre Bayonne. En décembre 2012, il annonce son départ pour le Leinster pour la fin de la saison. Il quitte le Connacht après avoir disputé 136 matchs depuis 2007.

### Arrivée au Leinster
McCarthy rejoint le Leinster avant le début de la saison 2013-2014. Il joue son premier match de Pro12 avec la franchise dublinoise le 6 septembre 2013 face aux Scarlets puis son premier match de Coupe d'Europe contre les Ospreys le 12 octobre. Pour sa première saison à Dublin, il dispute la totalité des matchs de Coupe d'Europe jusqu'au quart-de-finale perdu à Toulon. Lors de la finale de Pro12 contre Glasgow, il est signalé en simulant avoir été frappé par un joueur adverse afin d'obtenir une pénalité. 
En 2017, il s'engage au RC Narbonne qui évolue en France, en deuxième division. Mais en mai, il est contraint de mettre un terme à sa carrière à cause d'une blessure au dos. 

## Carrière internationale
Mike McCarthy intègre à ses débuts les équipes d'Angleterre de jeunes mais opte plus tard pour l'équipe d'Irlande.
Il est appelé dans le groupe irlandais en janvier 2011 pour préparer le Tournoi des Six Nations mais ne dispute finalement aucun match. Il connait finalement sa première cape internationale en août 2011 lors d'un match de préparation à la coupe du monde contre l'Écosse à Murrayfield. 
Au 13 février 2016, McCarthy a disputé 19 tests dont huit dans le cadre du Tournoi des Six Nations, où il participe aux éditions 2012, 2013 et 2016. Il ne compte aucune participation à la coupe du monde.